# چای نات
چای نات (به تایلندی: ชัยนาท) یک شهر در تایلند است که در استان چای نات واقع شده‌است.

## خصوصیات
چای نات ۱۴٬۴۶۹ نفر جمعیت دارد.